# Belle of the Nineties
Belle of the Nineties è un film del 1934 diretto da Leo McCarey

## Produzione
Il film fu prodotto dalla Paramount Pictures.

## Distribuzione
Distribuito dalla Paramount Pictures, il film uscì nelle sale cinematografiche statunitensi il 21 settembre 1934.
Il film rimane tuttora inedito in Italia.